# EHC Basel
Der EHC Basel ist ein Schweizer Eishockeyklub aus Basel im Kanton Basel-Stadt, der seit 2022 wieder in der zweitklassigen Swiss League spielt. Gegründet wurde er am 14. Oktober 1932; er ging aus der Eishockeysektion des SC Rotweiss hervor, welcher 1931 gegründet wurde. Bisher konnte der EHC noch keinen Meistertitel gewinnen, wurde aber 1946 und 1952 Vize-Schweizermeister und war 1956, 2003 und 2005 NLB-Meister. Am 23. Juni 2014 gab der Verwaltungsrat bekannt, dass die NLB-Equipe der EHC Basel Sharks Konkurs beantragt hätte. Der Klub trägt seine Heimspiele in der St. Jakob-Arena Basel aus.

## Geschichte

### Anfangszeit
Bereits 1931/32 entstand im Sportclub Rotweiss eine Eishockey-Sektion, deren Namen im Oktober 1932 in EHC Basel geändert wurde. Ein weiteres Jahr später fusionierten die beiden Vereine zum EHC Basel-Rotweiss. Obwohl der neue Klub bereits im darauffolgenden Jahr Serie-B-Meister der Zentralschweiz wurde, waren die ersten Jahre beschwerlich: 1935 gab es Massenaustritte und der Neue Eishockey-Club Basel (NEHCB) wurde gegründet. Dieser wurde jedoch bereits 1939 wieder aufgelöst und mit dem EHC Basel-Rotweiss rückfusioniert. Der EHC Basel-Rotweiss aber überlebte und wurde in den Saisons 1936/37 und 1937/38 erneut Serie-B-Meister der Zentralschweiz. 1941 stieg der EHC in die Nationalliga A auf und konnte sich durch die Kriegsjahre in der höchsten Liga halten. 1945/46 gilt als Saison des Durchbruchs. Nur knapp wurde der Meistertitel verpasst und die junge Mannschaft des EHC wurde Zweite in der Meisterschaft. Zum ersten Mal konnten gegen den Zürcher SC (3:4-Auswärtssieg) und den HC Davos (4:4) Punkte erkämpft werden. Regelmässig besuchten in dieser Zeit zwischen 5'000 und 10'000 Zuschauer die Kunsteisbahn St. Margerethen. In der gleichen Saison bestritt der EHC Basel-Rotweiss als Nationalmannschaft Schweiz B offizielle Spiele gegen Belgien und Holland, die beide gewonnen wurden. Zudem spielte man als EHC Basel-Rotweiss gegen den kanadischen Armeemeister und verlor dabei 6:2. In der Saison 1948/49 konnte der EHC als erstes Team überhaupt den HC Davos in Davos besiegen. Der 2:1-Auswärtserfolg (und ein 4:4 zu Hause) verhinderte einen weiteren Meistertitel der Bündner. 1952 wurde der EHC Basel-Rotweiss zum zweiten Mal Vize-Meister und gilt als grösster Eishockey-Verein der Schweiz. 1952/53 stiegen die Basler ein erstes Mal in die Nationalliga B ab, nachdem das entscheidende Spiel gegen Ambrì-Piotta 7:3 verloren ging. 1956 konnte der EHC nach dem Gewinn der Meisterschaft in der NLB um den Aufstieg spielen. Gegner im entscheidenden Relegationsspiel auf der Basler Kunsteisbahn war der SC Bern. Das Spiel wurde 10:9 gewonnen, wobei Ron Barr erst zwei Minuten vor Spielende den entscheidenden Siegestreffer erzielen konnte. Der EHC Basel konnte sich für einige Jahre – und zum letzten Mal für lange Zeit – in der obersten Spielklasse halten.

### 40 Jahre Niemandsland
Ab den 1960er-Jahren blieben die Erfolge aus und der EHC rutschte immer weiter in die unteren Spielklasse ab: Erst der vermeintliche Abstieg 1962 in die Nationalliga B, der nur durch die Aufstockung der Nationalliga A nicht Tatsache wurde, dann der definitive Abstieg in die Nationalliga B 1963. Das Relegationsspiel wurden gegen die Zürcher Grasshoppers ausgetragen und verloren. Bereits 1966/67 erfolgte sogar die Relegation in die 1. Liga, die dritthöchste Spielklasse. 1969 übernahm Kurt Sepp das Traineramt und nachdem sich das Team mit dem Alt-Internationalen Pio Parolini verstärkt hatte, gelang 1972 der Wiederaufstieg in die Nationalliga B. Die Freude währte allerdings nur kurz und nach der Relegation in die 1. Liga war der Tiefpunkt der Vereinsgeschichte 1977 mit dem Abstieg in die 2. Liga erreicht. Die folgenden Jahre war der EHC Basel das, was als "Liftmannschaft" bezeichnet wird – einmal oben, dann wieder unten. 1984 wurde zusammen mit Jim Koleff als Topscorer der Wiederaufstieg in die Nationalliga B erkämpft, aber bereits 1987 ging es wieder steil bergab – direkt bis in die 2. Liga. 1988 wurde der EHC mit Hilfe von Donatoren vor dem Konkurs gerettet; 1990 fusionierte der Verein mit dem EHC Kleinhüningen zum EHC Basel KLH Dragons. Obschon für die erste Mannschaft die EHC Basel AG gegründet wurde, heissen die Junioren und Nachwuchsteams immer noch EHC Basel KLH Dragons. In den 1990er Jahren hielt sich der EHC Basel KLH in der 1. Liga, bevor im Jahre 2000 trotz einer Niederlage im Playoff-Final und dank einer Aufstockung der Nationalliga B, der Aufstieg in die zweithöchste Spielklasse gelang.

### Wieder dabei
Zwischen 1977 und 1999 pendelte der EHC zwischen der Nationalliga B (von 1984 bis 1987) und 2. Liga, bis 2000 der Wiederaufstieg in die Nationalliga B am grünen Tisch erfolgte. 2002 wurde die neue Eishalle eingeweiht. Am 23. März 2003 gewann der EHC Basel den Final der B-Meisterschaft gegen Visp und nach 40 Jahren konnte die direkte Promotion in die Nationalliga A gefeiert werden. Zum Erfolg beigetragen haben Präsident Michael Geiger und Trainer Beat Lautenschlager. Gleichzeitig mit der Promotion wurde der Club in EHC Basel umbenannt. In der Saison 03/04 spielte der EHC eine miserable Qualifikation; er konnte sich zwar in den Relegationsspielen gewaltig steigern, jedoch war der Abstieg nicht mehr zu verhindern. Mit der Verpflichtung von Kent Ruhnke, ehemaliger Meistertrainer des SC Bern, unterstrich der EHC Basel seine Ambitionen auf den baldigen Wiederaufstieg. Die Saison verlief äusserst erfolgreich: Basel wurde B-Meister und besiegte in der Ligaqualifikation den HC Lausanne in der Best-of-7-Serie mit 4:3 und stieg somit wieder in die Nationalliga A auf. Mit gezielten Verstärkungen hatte man sich auf die neue Saison vorbereitet. Die erste Ausländerposition besetzte der Schwede Niklas Anger, der von B-Finalist HC Sierre kam.

Logo bis Ende Saison 2008/09

In der Saison 2005/06 schaffte der EHC Basel mit dem 6. Rang in der Qualifikation überraschend den Sprung in die Playoff-Viertelfinals und gleichzeitig den vorzeitigen Ligaerhalt. Dort kam es zum Duell gegen den Titelverteidiger HC Davos. Er verlor die Best-of-seven Serie mit 4:1, wobei er im 1. Heimspiel noch gegen Davos gewinnen konnte, jedoch im 3. Spiel auswärts ein "Stängeli" kassierte.
Die Saison 2006/07 war im Gegensatz zur vorangegangenen enttäuschend. Nach einem überraschend hervorragenden Blitzstart rutschte der Verein kontinuierlich in die Krise, sodass Ende 2006 Ruhnke entlassen wurde und durch Mike McParland ersetzt wurde. Mit diesem erreichte der EHC Basel zwar auch nicht mehr als den 12. und letzten Rang in der Qualifikation, konnte aber dafür in der zweiten Playoutrunde gegen Langnau den Klassenerhalt und den elften Schlussrang sichern. Mike McParland wurde nach einer schwachen Saison 2007/08 in den Playoutfinals gegen den HC Ambrì-Piotta durch Assistenztrainer Glen Williamson ersetzt.
Nach der verlorenen Serie gegen Ambrì-Piotta, scheiterte der EHC Basel in der Ligaqualifikation ebenfalls am NLB-Sieger EHC Biel mit 0:4 in der Serie. Am 8. April 2008 stieg der EHC Basel nach drei Jahren in der höchsten Spielklasse wieder in die National League B ab.
Die Saison 2008/09 stand im Zeichen eines Neuanfangs. Nur gerade ein einziger Spieler setzte seine Karriere beim EHC Basel fort. Auch wurde mit Kari Rauhanen ein neuer Trainer verpflichtet, der mit der stark verjüngten Mannschaft zu arbeiten begann. Die Ziele mussten nach unten angepasst werden. Der EHC Basel setzt fortan vermehrt auf den Ausbau der Nachwuchsorganisation und erhielt vom Schweizerischen Eishockeyverband das Label eines Leistungszentrums. Insbesondere strebt der Verein eine engere Zusammenarbeit mit den regionalen Eishockeyklubs an und hat in diesem Zusammenhang auch die Namensänderung vollzogen. Am 23. Juni 2014 gab der Verwaltungsrat der EHC Basel AG unter Führung von Präsident Matthias Preiswerk bekannt, dass der Club zahlungsunfähig ist und deshalb Konkurs angemeldet hat. Weil alle Rettungsversuche scheiterten, wurde am 7. Juli 2014 der Konkurs vollzogen. Die Liga entzog daraufhin dem Club die Lizenz.

### Neustart in der 1. Liga
Der Stammverein EHC Basel/Kleinhüningen war vom Konkurs nicht betroffen. Das bisherige Farmteam übernahm ab der Saison 2014/15 die Rolle des Aushängeschilds im Basler Eishockey und führte die Juniorenabteilung weiter. Der EHC Basel/KLH startete mit neuem Logo Ende September in die 1. Liga-Saison. Das Team trat in der Gruppe Zentralschweiz an.

### Aufstieg in die MySports League und Swiss League
Ab der Saison 2017/18 spielte der EHC Basel in der drittklassigen MySports League. In der Saison 2021/22 gewann der EHC Basel die Halbfinalserie gegen den HCV Martigny mit 3:1 und stieg damit als letzter verbliebener Aufstiegskandidat wieder in die zweithöchste Schweizer Liga, die Swiss League, auf.

## Basel Summer Ice Hockey
Vom 19. bis 22. August 2009 fand das erste Mal das Turnier Basel Summer Ice Hockey statt. Dabei traten fünf Mannschaften aus dem In- und Ausland, der HC Davos, HC Servette Genève, SKA Sankt Petersburg, HK Dinamo Minsk und Bílí Tygři Liberec, sowie der gastgebende EHC Basel an. Ein Jahr später ging vom 18. bis 22. August 2010 die zweite Austragung über die Bühne. Neben dem Gastgeber EHC Basel Sharks nahmen auch die Teams HC Servette Genève, Barys Astana, HC Eaton Pardubice, Titelverteidiger SKA Sankt Petersburg und der Turniersieger HC Slovan Bratislava teil. Das dritte Basel Summer Ice Hockey Turnier fand vom 17. bis 21. August 2011 statt. Bei den sechs Teilnehmer aus fünf Länder handelte es sich zum um SKA Sankt Petersburg, Barys Astana und den Gastgeber EHC Basel Sharks, sowie erstmals um den SC Bern, die Krefeld Pinguine und den späteren Turniersieger JYP Jyväskylä. Der Verwaltungsrat des EHC Basel Sharks entschied 2012, das Basel Summer Ice Hockey nicht mehr durchzuführen.

## Spielstätten
Der EHC Basel trägt seine Heimspiele seit 2002 in der St. Jakob Arena aus. Mit dem Bau war der Wegzug von der Kunsteisbahn («Kunschti») St. Margarethen verbunden. Die Fankurve wird «Brüglingerkurve» genannt.

### Zuschauerzahlen
| Saison                    | Zuschauer- schnitt | Zuschauer Maximum | Zuschauer Minimum |
| National League B 2001/02 | 1040               | 1750              | 581               |
| National League B 2002/03 | 2836               | 6330              | 1210              |
| National League A 2003/04 | 3267               | 6612              | 1223              |
| National League B 2004/05 | 2617               | 6600              | 956               |
| National League A 2005/06 | 3366               | 6600              | 2024              |
| National League A 2006/07 | 2764               | 4531              | 1714              |
| National League A 2007/08 | 2358               | 5900              | 1408              |
| National League B 2008/09 | 1027               | 3115              | 609               |
| National League B 2009/10 | 1021               | 1671              | 669               |
| National League B 2010/11 | 1363               | 3378              | 888               |
| National League B 2011/12 | 1261               | 1494              | 1007              |
| National League B 2012/13 | 1376               | 4580              | 1003              |

| Saison                    | Zuschauer- schnitt | Zuschauer Maximum | Zuschauer Minimum |
| National League B 2013/14 | 1381               | 3047              | 783               |
| 1. Liga Zentral 2014/15   | 730                | 983               | 387               |
| 1. Liga Zentral 2015/16   | 556                | 813               | 346               |
| 1. Liga Zentral 2016/17   | 623                | 975               | 412               |
| MySports League 2017/18   | 730                | 1177              | 507               |
| MySports League 2018/19   | 603                | 823               | 387               |
| MySports League 2019/20   | 921                | 1411              | 670               |
| MySports League 2020/21   | 778                | 870               | 671               |
| MySports League 2021/22   | 1013               | 1446              | 703               |
| Swiss League 2022/23      | 1639               | 2618              | 846               |
| Swiss League 2023/24      | 2318               | 4489              | 1226              |
| Swiss League 2024/25      | 2524               |                   |                   |
| Swiss League 2025/26      |                    |                   |                   |

## Trainer

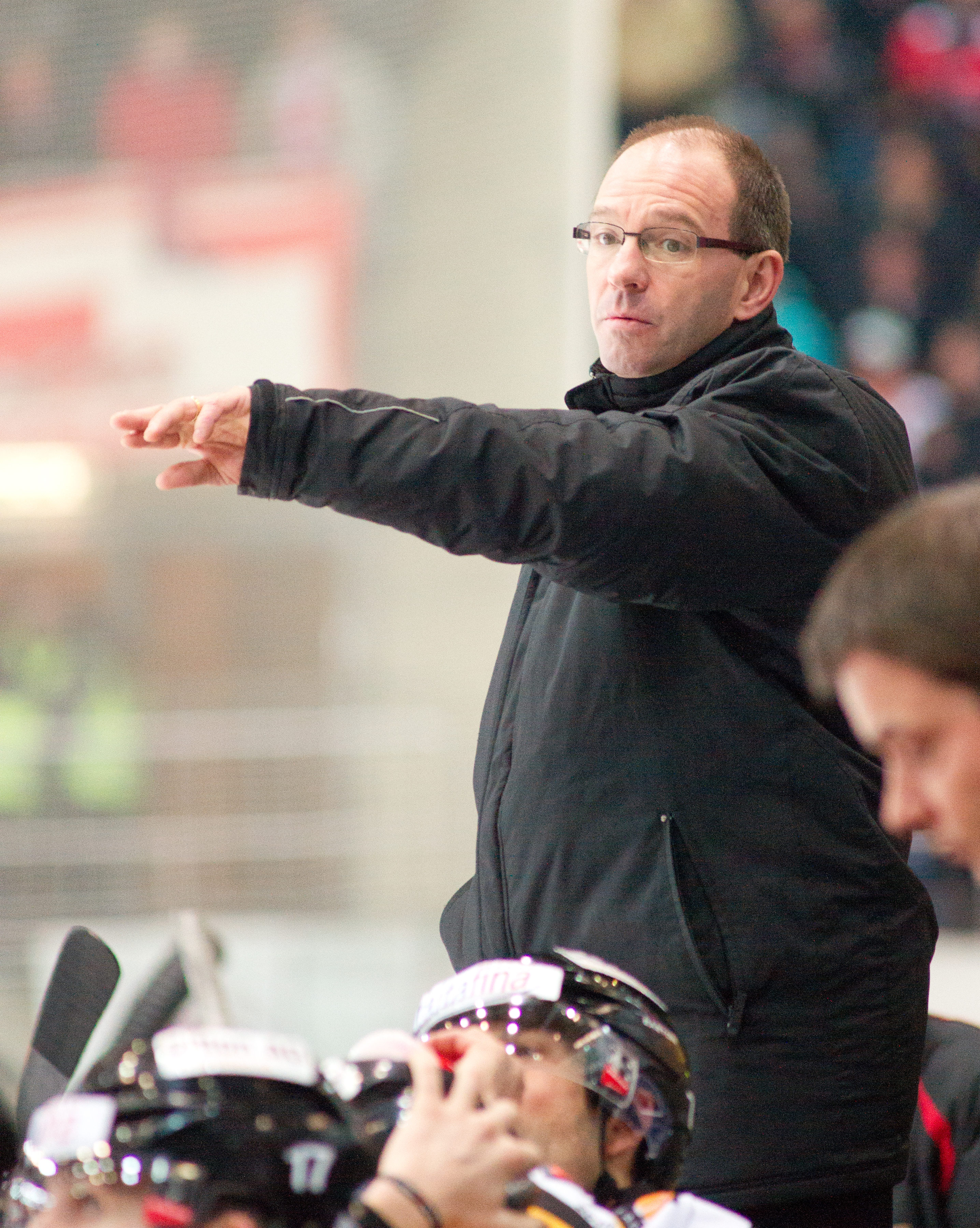
Dany Gélinas

| Name                                     | Saison            |
| Bobby Bell                               | 1932/33           |
| Cameron Seale                            | 1934/35           |
| Puzzi Müller                             | 1935/36 – 1936/37 |
| Ed Peebles                               | 1937/38 – 1938/39 |
| Otto Rauth                               | 1939/40 – 1941/42 |
| Rudolf Mathys                            | 1942/43 – 1948/49 |
| Wyn Cook                                 | 1949/50           |
| Tommy Durling                            | 1950/51 – 1952/53 |
| Leslie Anning                            | 1953/54 – 1954/55 |
| Ronny Barr                               | 1955/56 – 1957/58 |
| Ed Zukiwsky                              | 1958/59           |
| Sandy Archer                             | 1959/60 – 1962/63 |
| Bibi Torriani                            | 1963/64 – 1965/66 |
| Peter Wiesner                            | 1966/67           |
| Rastislav Jančuška                       | 1967/68 – 1968/69 |
| Kurt Sepp                                | 1969/70 – 1972/73 |
| Danny Malone                             | 1973/74           |
| Jack Stanfield Tino Catti Urs Dieter Jud | 1974/75           |

| Name                            | Saison                            |
| Kurt Sepp                       | 1975/76                           |
| Herbert Oberholzer              | 1976/77 – 1977/78                 |
| Leonhard von Rohr               | 1978/79 – 1980/81                 |
| Robert Steffen                  | 1981/82 – 1983/84                 |
| Toby O’Brien                    | 1983/84                           |
| Bryan Lefley Jim Koleff         | 1984/85                           |
| Bernie Johnston Glen Williamson | 1985/86                           |
| Miroslav Berek                  | 1986/87 – 1887/88                 |
| Kenneth Brown Jean Helfer       | 1987/88                           |
| Peter Tschudin                  | 1988/89                           |
| Milan Mrukvia                   | 1989/90 – 1990/91                 |
| Georg Hüttig                    | 1991/92                           |
| Res Künzi                       | 1992/93 – 1996/97                 |
| Larry Ruch                      | 1997/98                           |
| Fredy Lüthi                     | 1998/99 – 2000/01                 |
| Beat Lautenschlager             | 2001/02 – 2002/03                 |
| Bob Leslie                      | 2003/04 (bis 17. Nov. 2003)       |
| Paul-André Cadieux              | 2003/04                           |
| Kent Ruhnke                     | 2003/04 – 2006/07 (bis Dez. 2006) |
| Mike McParland                  | 2006/07 – 2007/08                 |
| Glen Williamson Benoît Laporte  | 2007/08                           |
| Kari Rauhanen                   | 2008/09 – 2009/10                 |

| Name            | Saison                              |
| Dany Gélinas    | 2010/11 – 2012/13                   |
| Daniel Baur     | Jan.–Mai 2013                       |
| Dino Stecher    | 2013/14                             |
| Peter Salmik    | 2014–2016                           |
| Reto Waldmeier  | 2016/17 (Dez.16)                    |
| Reto Gertschen  | 2016/17 (Dez.16) - 2017/18 (Dez.17) |
| Michael Eppler  | Dezember 2017                       |
| Albert Malgin   | 2017/18 (Jan.18) – 2018/19          |
| Robert Othman   | 2019/20                             |
| Christian Weber | 2020/21 - 2022/23 (Dez.22)          |
| Eric Himelfarb  | 2022/23 (Dez.22) – ?                |

## Saisonstatistik seit 1984
| Saison  | Qualifikation | Playoffs/Playouts        |
| ------- | ------------- | ------------------------ |
| 1983/84 | 1. Platz      | MEISTER Aufstieg NLB     |
| 1984/85 | 9. Platz      | 3. Aufstiegsrunde        |
| 1987/88 | 4. Platz      | Playoff-Halbfinal        |
| 1987/88 | 7. Platz      | -                        |
| 1987/88 | 10. Platz     | Abstieg in 1. Liga       |
| 1988/89 | 12. Platz     | Abstieg in 2. Liga       |
| 1989/90 | 2. Platz      | 2. Aufstiegsrunde        |
| 1990/91 | 2. Platz      | 3. Aufstiegsrunde        |
| 1991/92 | 1. Platz      | 3. Aufstiegsrunde        |
| 1992/93 | 1. Platz      | MEISTER Aufstieg 1. Liga |
| 1993/94 | 8. Platz      | 2. Aufstiegsrunde        |
| 1994/95 | 5. Platz      | 4. Finalrunde            |
| 1995/96 | 2. Platz      | Playoff-Final            |
| 1996/97 | 1. Platz      | Playoff-Viertelfinal     |
| 1997/98 | 9. Platz      | 1. Playoutrunde          |

| Saison  | Qualifikation | Playoffs/Playouts       |
| ------- | ------------- | ----------------------- |
| 1998/99 | 6. Platz      | -                       |
| 1999/00 | 1. Platz      | Playoff-Final           |
| 2000/01 | 10. Platz     | Keine Playouts          |
| 2001/02 | 9. Platz      | Keine Playouts          |
| 2002/03 | 2. Platz      | MEISTER Aufstieg in NLA |
| 2003/04 | 13. Platz     | Abstieg in NLB          |
| 2004/05 | 1. Platz      | MEISTER Aufstieg in NLA |
| 2005/06 | 6. Platz      | Playoff-Viertelfinal    |
| 2006/07 | 12. Platz     | 1. Platz Playout        |
| 2007/08 | 12. Platz     | Abstieg in NLB          |
| 2008/09 | 9. Platz      | Keine Playouts          |
| 2009/10 | 8. Platz      | Playoff-Viertelfinal    |
| 2010/11 | 5. Platz      | Playoff-Viertelfinal    |
| 2011/12 | 5. Platz      | Playoff-Viertelfinal    |
| 2012/13 | 9. Platz      | Keine Playouts          |

| Saison  | Qualifikation | Playoffs/Playouts      |
| ------- | ------------- | ---------------------- |
| 2013/14 | 6. Platz      | Playoff-Viertelfinal   |
| 2014/15 | 6. Platz      | Playoff-Viertelfinal   |
| 2015/16 | 7. Platz      | Playoff-Viertelfinal   |
| 2016/17 | 5. Platz      | Playoff-Viertelfinal   |
| 2017/18 | 10. Platz     | 2. Abstiegsrunde       |
| 2018/19 | 5. Platz      | Playoff-Viertelfinal   |
| 2019/20 | 3. Platz      | Playoff-Final          |
| 2020/21 | Abbruch       | -                      |
| 2021/22 | 1. Platz      | MEISTER Aufstieg in SL |
| 2022/23 | 6. Platz      | Playoff-Viertelfinal   |
| 2023/24 | 2. Platz      | Playoff-Viertelfinal   |
| 2024/25 | 1. Platz      | Playoff-Final          |

## Spieler
- Hauptartikel: Spielerliste des EHC Basel